# Tom Zürcher
Tom Zürcher (* 1966 in Zürich) ist ein Schweizer Schriftsteller und Werbetexter.

## Leben und Werk
Tom Zürcher wuchs in Zürich auf. Nach einer kaufmännischen Ausbildung arbeitete Zürcher zunächst in der Bankenbranche. Nach verschiedenen Tätigkeiten stiess er zur Werbung, wo er viele Jahre bei grossen Schweizer Agenturen als Texter tätig war. Seit 2011 arbeitet er als freier Texter und Schriftsteller.
Den ersten (unveröffentlichten) Roman Tschivers Cambel und die Suche nach dem Schatz schrieb er im Alter von zehn Jahren. Von sechs Romanen, die Zürcher verfasst hat, wurden bislang vier veröffentlicht. Das erste veröffentlichte Buch war der Kriminalroman Högo Sopatis ermittelt.
Mit dem dritten, 2019 erschienenen Roman Mobbing Dick wurde er als einziger Schweizer Autor für den Deutschen Buchpreis 2019 nominiert.
Tom Zürcher lebt in Zürich.

## Werke
- Högo Sopatis ermittelt. Roman. Eichborn, Frankfurt am Main 1998, ISBN 3-8218-0572-2.
- Tote Fische reden nicht. Ein knuspriger Detektivroman. Arena, Würzburg 1999, ISBN 3-401-02610-0.
- Der Spartaner. Roman. Lenos, Basel 2016; Taschenbuch ebd. 2018, ISBN 978-3-85787-796-4.
- Mobbing Dick. Roman. Salis, Zürich 2019, ISBN 978-3-906195-83-4.[6]